# 梗石柑属
梗石柑属（学名：Pedicellarum）是天南星科的一个单型属，是种开花植物。该属仅有一个物种，即梗石柑（Pedicellarum paiei）。该物种为婆罗洲岛的特有种。